# Торре-де-Ровері
Торре-де-Ровері (італ. Torre de' Roveri) — муніципалітет в Італії, у регіоні Ломбардія, провінція Бергамо.
Торре-де-Ровері розташоване на відстані близько 480 км на північний захід від Рима, 55 км на північний схід від Мілана, 9 км на схід від Бергамо.
Населення — 2416 осіб (2014).
Щорічний фестиваль відбувається 8 лютого. Покровитель — San Girolamo.

## Демографія
Населення за роками:

Станом на 1 січня 2023 року в муніципалітеті офіційно проживало 179 іноземців з 25 країн, серед них 51 громадянин країн Євросоюзу та 9 громадян України.

## Сусідні муніципалітети
- Альбано-Сант'Алессандро
- Педренго
- Сан-Паоло-д'Аргон
- Сканцорошіате